# Географски речник на България
„Географски речник на България“ е справочник, издаден през 1980 г. от издателство „Наука и изкуство“. Съставители са Иван Вапцаров, Светлин Кираджиев, Цветко Михайлов и Николай Мичев.
Автори на „Географски речник на България“ са: Иван Вапцаров, Велю Велев, Здравко Борисов, Христо Ганев, Милан Георгиев, Гешо Гешев, Здравко Дерменджиев, Антон Динев, Васил Дойков, Дончо Дончев, Лука Зяпков, Тянко Йорданов, Марина Йорданова, Диню Канев, Светлин Кираджиев, Кръстю Кръстев, Тодор Кръстев, Лазар Лаков, Игнат Пенков, Петър Петров, Владимир Попов, Йордан Савов, Иван Стефанов, Надя Стефанова, Кирил Стойчев, Евгения Терзийска, Тодор Христов и Стоянка Чукова.